# Малафраска-Сан Фрустино (Арецо)
Малафраска-Сан Фрустино је насеље у Италији у округу Арецо, региону Тоскана.
Према процени из 2011. у насељу је живело 59 становника. Насеље се налази на надморској висини од 250 м.